# فتاتي الجريئة (فلم)
فتاتي الجريئة (بالكورية: 엽기적인 그녀) فيلم  كوري جنوبي كوميدي رومانسي إنتاج عام 2001, بطولة تشا تي هيونو جون جي هيونومن إخراج كواك جاي يونج.

## القصة
رجل إختار فتاة ليجلس ويشرب معها في القطار فتتغير حياته. 
الفيلم مبني على قصة حقيقية إنتشرت على الأنترنت في سلسلة مدونة للكاتبة «كيم هو سيك» والتي تحولت إلى رواية.

## وصلات خارجية
- مقالات تستعمل روابط فنية بلا صلة مع ويكي بيانات